# TNT en Amérique
TNT en Amérique est un ouvrage expérimental de Jochen Gerner (2002), qui propose une lecture inédite de l'album Tintin en Amérique d'Hergé.

## Synopsis
Voir ci-dessous dans "TNT et l'actualité".

## Projet de l’album
Le projet TNT en Amérique est né des réflexions oubapiennes de l'auteur, d'exercices et d'expériences. Jochen Gerner tente de trouver de nouvelles pistes de lecture par la déstructuration d'une matière première (Tintin en Amérique d'Hergé) pour la reconstruire autrement et mettre ainsi de nouveaux éléments en avant.
Dès la dédicace ironique : Tout de même, ce n'est pas très rassurant, tout ce noir..., extraite de l'album d'origine, Jochen Gerner fait ressortir toute la violence de l'histoire. Par un traitement de noircissement à l'encre de Chine de la quasi-totalité des pages, et en ne retenant sur chacune d'elles qu'une poignée de mots, là où la ligne claire d'Hergé atténuait et lissait, il ne reste, que la répétition d'une vision des États-Unis extrême, dans sa violence comme dans sa réussite économique.

## Technique de réalisation
D'un point de vue technique, Jochen Gerner a acheté des exemplaires anciens de Tintin en Amérique. Travaillé directement sur les éditions imprimées en découpant les pages une à une et en les recouvrant d'une épaisse couche d'encre noire, il ne fallait pas que l'on puisse par transparence apercevoir des éléments de l'œuvre d'origine. L'éditeur a ainsi suggéré de réécrire les mots sélectionnés pour la version imprimée : l'écriture manuscrite d'Hergé ne pouvait pas être reproduite sans autorisation. Le livre s'est construit logiquement en suivant intégralement le concept de recouvrement. Chaque mot à sa place d'origine dans la page, chaque page à sa place dans le livre. L'adresse de l'éditeur et l'achevé d'imprimer ont été placés aux mêmes endroits. Les pages de garde et le dos toilé font également référence aux éditions originales d'Hergé.

## TNT et l'actualité
Au 11 septembre 2001, Jochen Gerner a entièrement choisi les mots à retenir, écrit les quatrains situés en fin d'ouvrage, et dessiné les quinze premières pages du livre. C'est plus tard, que l'auteur se rendra compte qu'il travaillait sur la matière même de l'actualité.
Certains enchaînements dans TNT en Amérique correspondaient étrangement point par point au déroulement de l'actualité : attentat / terreur / vengeance / poursuite / grotte / dollars / crise.

## TNT etTintin
Ce livre n'a pas été réalisé contre Tintin, ni pour Tintin mais sur Tintin. Un travail "sur" la bande dessinée, la préposition étant utilisée dans les deux sens du terme.

## À propos de l'édition
TNT en Amérique fut l'un des premiers ouvrages publiés par L'Ampoule, dont l'objectif est de proposer de nouvelles manières d'envisager la confrontation des mots et des images.

## Expositions
Les planches de TNT en Amérique ont fait partie intégrante de la seconde exposition collective sur le thème de la bande-dessinée Robert Crumb, David B, Jochen Gerner à la galerie Anne Barrault à Paris en 2005.
Ces mêmes planches ont fait partie intégrante lors d'une exposition personnelle à Rennes lors de la 6e rencontre de la bande dessinée d'auteur et de l'édition indépendante Periscopages en 2006.
Certaines planches originales ont été acquises par le FNAC du Ministère de la culture et de la communication lors du FIAC, à destination du CNBDI.
vues de l'exposition : 01
extraits de l'ouvrage : 01 p.28 p.29 p.53